# Дракопулу, Теони
Теони Дракопулу (греч.  Θεώνη Δρακοπούλου; 1885, Константинополь — 4 августа 1968, Афины — греческая актриса и поэтесса, переводчица. Как поэтесса более известна под псевдонимом Миртио́тисса (Μυρτιώτισσα).

## Семья
Теони Дракопулу родилась в Константинополе в 1885 году в семье Аристомениса Дракопулоса. Теони была третьим ребёнком в семье, после сестры Авры и брата Аристотелиса. Отец, служивший переводчиком в посольстве Греции в Константинополе, происходил из знатного рода Каламогдартисов из Патр, имел сам блестящее образование и располагал всеми средствами, чтобы предоставить достойное образование дочери и удовлетворить её ранние художественные запросы.
Через 6 лет после рождения Теони её отец был назначен генеральным консулом Греции на находившийся ещё под османским контролем остров Крит, куда перевёз и свою семью.

## Театр

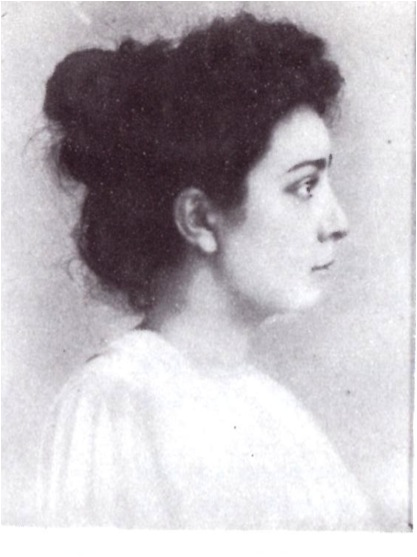
Теони Дракопулу в возрасте 16 лет.

Через 2 года пребывания на Крите, семья Дракопулосов окончательно обосновалась в Афинах. 
С школьного возраста, Теони проявила свою склонность к поэзии и театру. Она принимала участие в любительских представлениях древней драмы, училась в драматической Школе Хилла и посещала уроки в драматической школе Королевского театра. 
В качестве актрисы впервые выступила в театре Новая Сцена Константина Христоманоса, где в 1904 году приняла участие в постановке "Антигоны" Софокла. Она также выступала на сцене Муниципального и Королевского театра. 
Её любовная идиллия того периода с поэтом Петросом Зитуниатисом (1875-1909), который был на 6 лет старше её, была прервана вмешательством семьи.  
Семья также негативно отнеслась к перспективе что она станет актрисой и Теони была вынуждена прервать свою театральную карьеру. 
По настоянию семьи, она вышла замуж за дипломата Спиридона Паппаса, который приходился ей двоюродным братом и обосновалась с мужем в Париже, где однако продолжила своё театральное образование в государственной драматической школе. 
Здесь родился её сын Георгиос Паппас, ставший в будущем известным актёром греческого театра.

Она писала позже:
[....] Тем не менее, я уверена, что я сама подготовила своему сыну дорогу, по которой позже он прошёл с триумфом, поскольку до часа когда я родила его, единственное что меня занимало, единственное на что я обратила внимание в Париже, был театр.  Моё замужество было неудачным. Я сама согласилась выйти замуж за двоюродного брата прибывшего из Парижа повидать нас и предпочла его всем молодым людям, которых я знала. Я не полюбила его, но надеялась что наша родственная кровь смешает медленно и наши души. Я была не права. Каким бы хорошим он не был, вежливым, образованным, как бы он не любил нашего сына и заботился о его образовании, в глубине души он оставался чужим для меня. Однако он также любил театр и содействовал мне в Париже посещать уроки которые давали известные актёры в официальной государственной драматической школе. Моими лучшими часами были те, которые я проводила в том зале
Её замужество продлилось недолго. После развода она вернулась в Грецию, где работала преподавательницей художественной декламации в Афинской консерватории. 
Решающими для её будущего поэтического выражения стали знакомство и любовь к поэту Лорендзосу Мавилису. 
После героической смерти Мавилиса в бое у Дрискоса (1912) в ходе Первой Балканской войны, двадцатисемилетняя Теони Дракопулу обратилась к поэзии, чтобы выразить свою боль.

## Миртиотисса

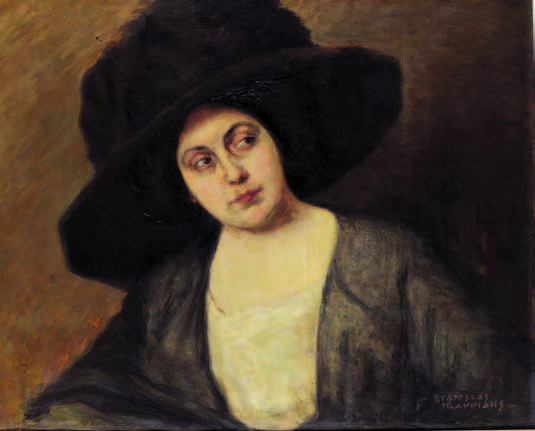
Портрет Теони Дракопулу (Миртиотисса) работы художника Эвангелоса Иоаннидиса (1912)

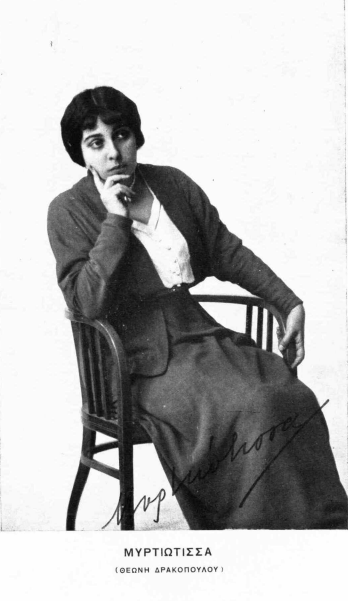
Миртиотисса в 1916 году.

Поэзия была выходом для романтического и сентиментального характера Теони Дракопулу. Она стала одной из самых известных женских фигур греческой поэзии XX века. В поэзии Миртиотиссы доминирует интенсивная лирика, и частыми её темами были природа и диптих любовь-смерть. Будучи человеком особой чувствительности, она писала стихи, с отчаянием о (плотской) любви, но и полными любви к природе, стихи которые были пронизаны страстью и откровенностью. Со временем её поэзия становилась все более "внутренней": "Одежду плотскую душа моя растопила". 
Её талант был признан современными ей поэтами и она получила горячего поклонника её поэзии в лице Костиса Паламаса, который безоговорочно дарил ей своё уважение и написал прологи к её книгам Жёлтое пламя (1925) и Крики (1939).
Миртиотисса издала свои поэтические работы “Песни” («Τραγούδια» (1919), “Жёлтое пламя” («Κίτρινες φλόγες» (1925), “Дары любви” («Τα δώρα της αγάπης» (1932, Премия Афинской академии) и “Крики” («Κραυγές» (1939, Государственная премия). 
В 1953 году был издан сборник её поэзии под заголовком “Стихи” («Ποιήματα»). 
После преждевременной смерти её сына, в 1958 году, она написал хронику “Георгиос Паппас в детские годы” («Ο Γιώργος Παππάς στα παιδικά του χρόνια»), которая была издана в 1962 году.
Она также опубликовала в 1930 году детскую антологию в двух томах и переложила на разговорный язык «Медею» Еврипида, а также перевела на греческий язык стихи французской (греко-румынского происхождения) поэтессы Анны де Ноай.

## Последние годы
Последние годы своей жизни Миртиотисса страдала сахарным диабетом. Умерла от сердечного приступа в Афинах 4 августа 1968 года, в возрасте 83 лет и была похоронена в семейном склепе Дракопулосов на Первом афинском кладбище.

## Сегодня
Стихи Миртиотиссы издаются по сегодняшний день, сама Миртиотисса именуется «поэтессой любви».
Кроме этого, к её стихам часто обращаются греческие композиторы, включая М. Хадзидакиса, который включил её «Люблю тебя» в свой «Большой эротический» («Μεγάλος Ερωτικός»), наряду с стихотворением Сапфо, С. Краунакис включил её стихотворение «Эрофили» в свой диск «Умирая в Афинах», Н. Венецану написала музыку к её стихотворению «Voluptas», к стихотворению «Любовь якобы» музыка была написана дважды, Я. Спаносом и П. Тониосом, Я. Спанос написал также музыку к стихотворению «Страсть», К. Ливадас к стихотворению «Шаги».

## Внешние ссылки
- Επιμνημόσυνη ακολουθία εις μνήμην της αποθανούσης ποιήτριας Θεώνης Δρακοπούλου (Μυρτιώτισσας) με την παρουσία του Υφυπουργού Προεδρίας Κυβερνήσεως Κωνσταντίνου Βοβολίνη στον Ιερό Ναό του Α’ Νεκροταφείου Αθηνών 06/08/1968